# Мітрюшкін Антон Володимирович
Антон Володимирович Мітрюшкін (рос. Антон Владимирович Митрюшкин; нар. 8 лютого 1996, Красноярськ, Росія) — російський футболіст, воротар німецького клубу «Фортуна» (Дюссельдорф). Виступав за молодіжну збірну Росії. Переможець юнацького чемпіонату Європи 2013.

## Життєпис

### Ранні роки
Народився в Красноярську. У семирічному віці разом з родиною переїхав до родичів у Ростов-на-Дону. Батько, Володимир Мітрюшкін — багаторазовий чемпіон СРСР з хокею з м'ячем у складі красноярського «Єнісею».

### Клубна кар'єра

#### «Спартак»
Футболом починав займатися у школі ростовського СКА, поруч зі стадіоном якого проживав зі сім'єю. Першим тренером Антона став Костянтин Валентинович Бойко. Потім перейшов до табору іншого місцевого клубу — «Ростова». Тренуючись в складі головної команди міста, отримав запрошення зіграти за збірну Дитячої футбольної ліги. В одному зі змагань потрапив в поле зору селекціонерів столичного «Спартака». У підсумку у віці 14 років Мітрюшкін опинився в академії клубу, де почав працювати з тренером воротарів Юрієм Дарвіном. На початку 2013 року потрапив до дублюючого складу команди, а вже наприкінці березня дебютував за «Спартак» в молодіжній першості Росії. 30 березня провів всі 90 хвилин в домашньому матчі з однолітками з «Кубані», яку «червоно-білі» виграли з мінімальним рахунком. Уже в наступному матчі в Ростові-на-Дону проти своїх колишніх одноклубників Мітрюшкін знову з перших хвилин захищав ворота своєї команди. На 82-ій хвилині за рахунку 4:0 поступився місцем на полі Владиславу Терьошкін, а його партнери в кінцівці поєдинку змогли забити п'ятий м'яч. 10 квітня головний тренер Валерій Карпін замість травмованого Сергія Песьякова запросив на тренування 17-річного Мітрюшкіна. А вже на матч чергового туру Прем'єр-ліги проти «Амкара» вперше потрапив в офіційну заявку основного складу «Спартака». Після повернення з переможного чемпіонату Європи продовжив тренування з «основою», що почала підготовку до завершального матчу сезону з владикавказької «Аланією».
За основний склад «Спартака» дебютував 8 березня 2014 в матчі проти «Терека», ставши наймолодшим основним воротарем в історії клубу. Уже на 33-ій секунді пропустив м'яч, який став єдиним у поєдинку.
5 вересня 2014 року взяв участь у матчі відкриття стадіону «Відкриття-Арена», вийшовши на заміну.

#### «Сьйон»
1 лютого підписав зі швейцарським клубом «Сьйон» контракт за схемою «3,5+1». «Спартак» залишив за собою пріоритетне право викупу Мітрюшкіна в разі, якщо йому надійде пропозиція з клубу РФПЛ. 23 квітня в матчі проти «Лугано» дебютував у швейцарській Суперлізі. У наступному турі в матчі з лідером чемпіонату «Базелем» став найкращим гравцем матчу за версією уболівальників. У матчі 34-го туру віддав гольову передачу та відбив пенальті.
Відбив два удари в післяматчевій серії пенальті в півфіналі Кубку Швейцарії проти «Люцерна» (0:0, по пенальті 6:5), тим самим допоміг команді вийти у фінал Кубку Швейцарії 2016/17. У другому турі сезону 2017/18 року в матчі з «Лозанною-Спорт» вивів команду з капітанською пов'язкою, ставши наймолодшим капітаном в історії клубу. Пошкодив хрящову тканину лівого колінного суглоба в матчі з «Грассгоппером» 26 листопада 2017 року. 4 грудня переніс операцію, проте процес відновлення затягнувся, і Мітрюшкін приступив до тренувань лише в січні 2019 року. Наприкінці травня контракт продовжений на три сезони. 19 липня провів першу офіційну гру за півтора року — в домашньому матчі першого туру чемпіонат Швейцарії «Сьйон» програв «Базелю» 1:4. 30 червня 2020 року Мітрюшкін покинув швейцарський клуб.

#### «Фортуна»
У липні 2020 року побував на перегляді в «Монако», але після приходу Ніко Ковача вирішив не переходити в команду.
27 жовтня 2020 року підписав однорічний контракт з клубом «Фортуна» (Дюссельдорф).

### Кар'єра в збірній
За юнацьку збірну Росії, складену з гравців 1996 року народження виступав з 2011 року, коли дебютував за неї в товариському матчі. У 2012 році в її складі брав участь в міжнародному турнірі «Монтегю» і Меморіалі імені Віктора Баннікова. На Меморіалі збірна посіла друге місце, у фіналі в серії пенальті поступившись збірній України. Мітрюшкін провів на вища вказаному турнірі три гри й пропустив один м'яч. 25 вересня 2012 роки зіграв у першому відбірковому матчі юнацького чемпіонату Європи 2013 року в Словаччині з однолітками з Чехії. У тому матчі пропустив 3 м'ячі. Однак надалі збірна Росії обіграла збірні Данії та Чорногорії і вийшла в елітний відбірковий раунд. Тут збірна під керівництвом Дмитра Хомуха обіграла збірні Словенії та Англії з однаковим рахунком 2:1 і поступилася португальцям, але при цьому змогла завоювати путівку в фінальну частину турніру. У фінальному турнірі, який проходив у Словаччині, в п'яти матчах Мітрюшкін пропустив лише один м'яч в основний час в матчі з італійцями. Півфінальна зустріч зі збірною Швеції завершилася нульовою нічиєю, а долю поєдинку й путівки в фінал вирішувалася в серії післяматчевих пенальті, яка завершилася з рахунком 10:9 на користь росіян. Антон відбив один м'яч від Мірзи Халваджіча, а потім в свою чергу реалізував свій удар. Фінальна зустріч з Італією також завершилася «сухою» нічиєю, а в серії пенальті Мітрюшкін відбив три удари суперника, в результаті чого російська збірна перемогла 5:4 і стала переможцем юнацького чемпіонату Європи. Після закінчення турніру в УЄФА відзначили гру юного росіянина, назвавши Мітрюшкіна найкращим гравцем першості.
У 2015 році став срібним призером юнацького чемпіонату Європи в Греції. На турнірі зіграв у матчах проти команд Нідерландів, Німеччини, Греції та двічі Іспанії.

## Досягнення
«Спартак» (Москва)
- Молодіжна першість Росії
  -  Чемпіон (1): 2012/13

«Спартак-2» (Москва)
- Першість ПФЛ
  -  Чемпіон (1): 2014/15 (зона «Захід»)

«Сьйон»
- Кубок Швейцарії
  -  Фіналіст (1): 2016/17

збірна Росії
- Юнацький чемпіонат Європи (U-17)
  -  Чемпіон (1): 2013

- Юнацький чемпіонат Європи (U-19)
  -  Срібний призер (1): 2015

### Особисті
- Найкращий гравець юнацького чемпіонату Європи: 2013

## Статистика виступів
Станом на 27 жовтня 2020 року
| Клуб               | Ліга              | Сезон             | Ліга  | Ліга | Кубки | Кубки | Єврокубки | Єврокубки | Загалом | Загалом |
| Клуб               | Ліга              | Сезон             | Матчі | Голи | Матчі | Голи  | Матчі     | Голи      | Матчі   | Голи    |
| ------------------ | ----------------- | ----------------- | ----- | ---- | ----- | ----- | --------- | --------- | ------- | ------- |
| «Спартак» (Москва) | Прем'єр-ліга      | 2013/14           | 2     | -3   | 1     | -1    | 0         | 0         | 3       | -4      |
| «Спартак» (Москва) | Прем'єр-ліга      | 2014/15           | 1     | -2   | 0     | 0     | 0         | 0         | 1       | -2      |
| «Спартак» (Москва) | Загалом           | Загалом           | 3     | -5   | 1     | -1    | 0         | 0         | 4       | -6      |
| «Сьйон»            | Суперліга         | 2015/16           | 7     | -11  | 0     | 0     | 0         | 0         | 7       | -11     |
| «Сьйон»            | Суперліга         | 2016/17           | 35    | -55  | 5     | -9    | 0         | 0         | 40      | -64     |
| «Сьйон»            | Суперліга         | 2017/18           | 16    | -27  | 1     | -2    | 2         | -4        | 19      | -33     |
| «Сьйон»            | Суперліга         | 2018/19           | 0     | 0    | 0     | 0     | 0         | 0         | 0       | 0       |
| «Сьйон»            | Суперліга         | 2019/20           | 8     | -18  | 2     | -1    | 0         | 0         | 10      | -19     |
| «Сьйон»            | Загалом           | Загалом           | 66    | -111 | 8     | -12   | 2         | -4        | 76      | -127    |
| «Фортуна» (Д)      | Друга Бундесліга  | 2020/21           | 0     | 0    | 0     | 0     | 0         | 0         | 0       | 0       |
| «Фортуна» (Д)      | Загалом           | Загалом           | 0     | 0    | 0     | 0     | 0         | 0         | 0       | 0       |
| Усього за кар'єру  | Усього за кар'єру | Усього за кар'єру | 69    | -116 | 9     | -13   | 2         | -4        | 80      | -133    |